# Épibionte
Épibiose

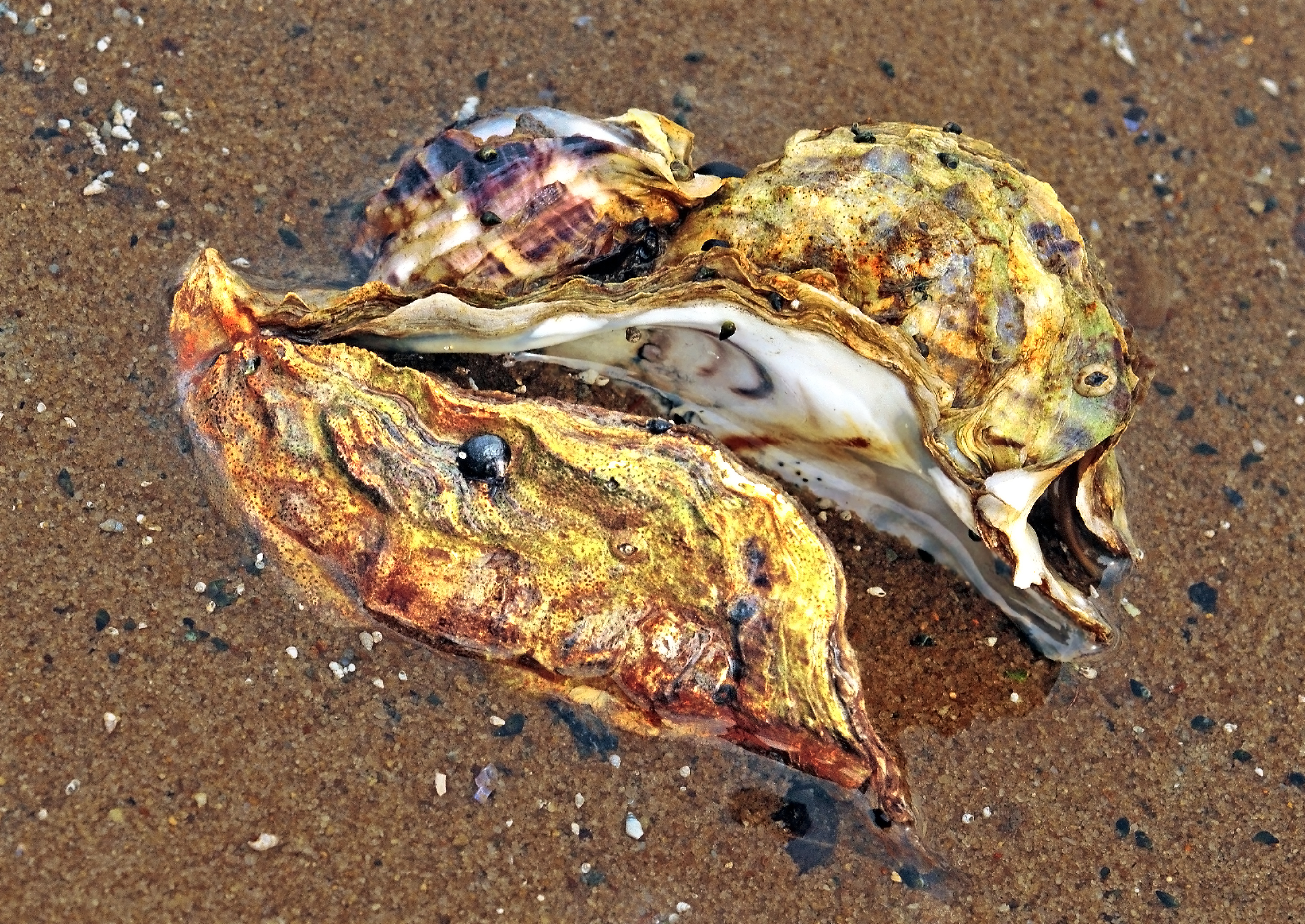
Huître supportant une communauté épibiotique (ascidies, polychètes ou comme ici bigorneau et balanes).

L’épibiose est une forme d’interaction biologique dans laquelle un organisme (appelé épibionte) vit sur un autre organisme plus grand (appelé hôte) lui servant de support et/ou de moyen transport, sans établir de relations trophiques avec lui. Cette relation est bénéfique pour l'épibionte et réputée neutre pour l’hôte (commensalisme).

## Catégories

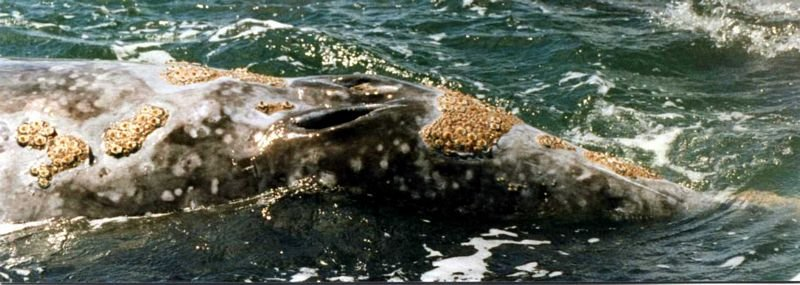
Colonies épibiontes de balanes, ici fixées sur une baleine grise

Deux grandes catégories d’épibiontes peuvent être distinguées :
- les épiphytes vivants sur les plantes (la plupart du temps sur des plantes fixées, mais pouvant aussi dériver sur des sargasses pélagiques ou des fragments flottants ou dérivants d'autres plantes) ;
- les épizoaires (vivants sur une espèce animale fixée ou mobile) ; dans le cas où l'espèce-hôte est mobile (commensalisme phorétique), l'épibionte peut être parfois rapidement transporté sur de grandes distances, tels les balanes fixés sur la peau de grands cétacés. Parfois l'épibionte peut se laisser transporter un certain temps puis se détacher de son hôte (ex : juvénile de Strombus gigas observé sur le dos d'une tortue marine Carette Caretta caretta)[1].

## Interactions
Cette relation est une interaction durable qui n'est ni parasitaire, ni symbiotique ; elle est commensale, puisqu'il n'y a généralement pas de nuisance ni d'avantage direct connus pour l’organisme servant de support.
La majorité des épibiontes sont des organismes aquatiques, microscopiques (épibiose microbienne) ou macroscopiques.

## Caractères ambigus

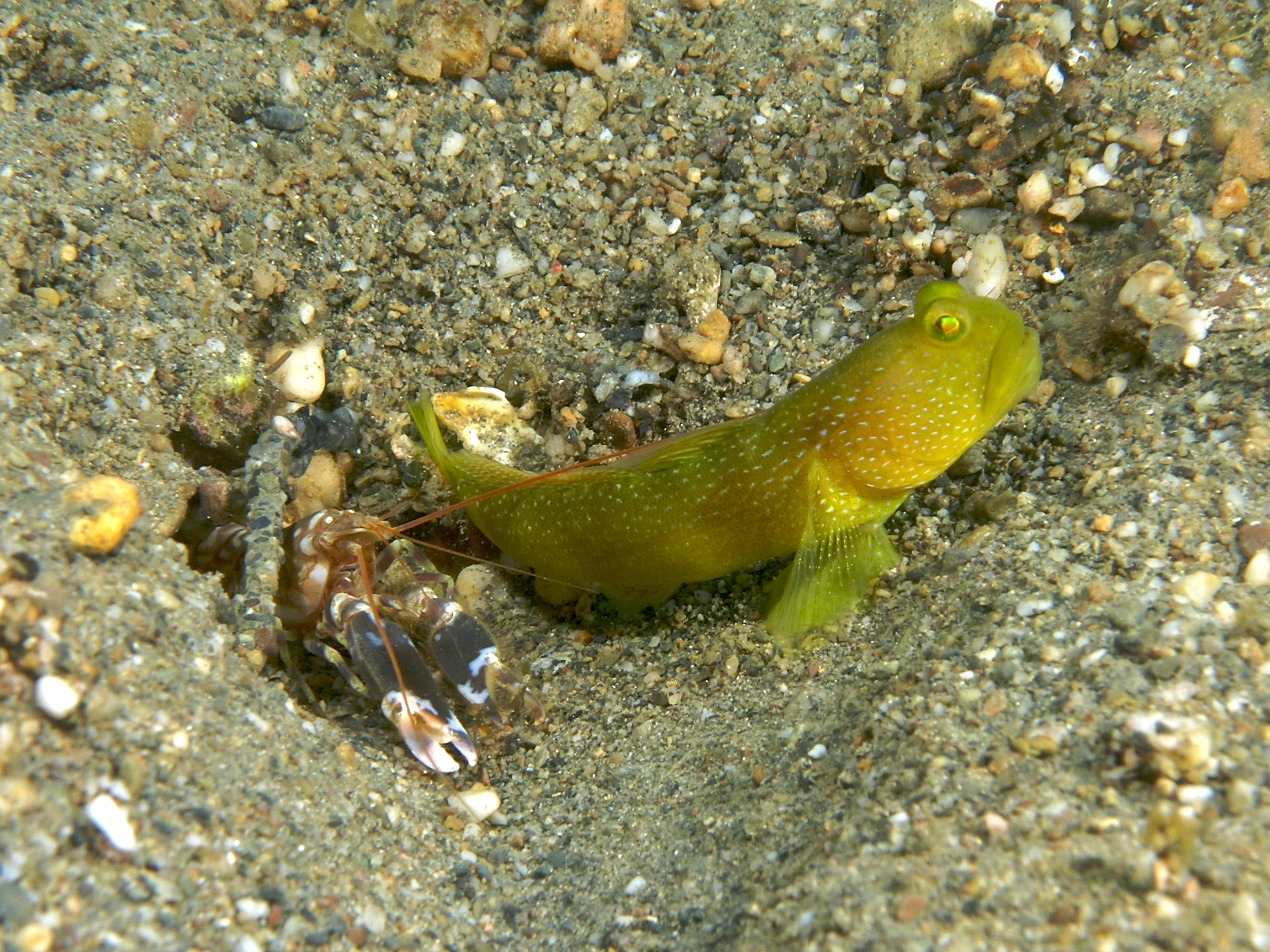
Exemple d'endocéisme avec la crevette pistolet, commensale qui a creusé un terrier dans le sable où vit un gobie surveillant les alentours pour elle grâce à son acuité visuelle supérieure.

L'épibiose stricte est plutôt rare car les relations entre l'hôte et l'associé sont plus ou moins ambigües. Selon les cas on parlera plutôt de :
- commensalisme (l'espèce prélève sa nourriture à partir de celle de l'hôte) ;
- endocéisme (l'espèce appelée endokète, vit dans le terrier de l'hôte) ;
- inquilinisme (l'espèce se sert de l'hôte comme abri) ;
- phorésie (l'espèce se sert de l'hôte comme moyen de transport) ;
- mutualisme (l'hôte tire profit de l'interaction).

## Applications
Les épibiontes peuvent servir à estimer le temps passé par un objet dans l'eau.
Par exemple, certaines algues flottantes comme Macrocystis spp. et Durvillaea antarctica ne portent pas d'épibiontes lorsqu'elles sont attachés à leur substrat, mais sont généralement colonisées peu après leur détachement,. Ainsi, certaines espèces du genre Lepas ont déjà servi à estimer le temps depuis le détachement de spécimens de Macrocystis spp. recueillis à la dérive.